# Курчали
Курчали (чечен. Курчалa) — упразднённое село в Веденском районе Чеченской Республики.
Бывший формальный административный центр Курчалинского сельского поселения. Фактически населённый пункт ни когда не существовал, администрация сельского поселения располагалась в селе Нижние Курчали. Законом Чеченской Республики от 15 декабря 2023 года село было официально упразднено с официальным переносом центра Курчалинского сельского поселения в село Нижние Курчали. Указом Главы Чеченской Республики от 11 января 2024 года населённый пункт был исключён из реестра.

## Население
Согласно переписи 2010 г. в населённом пункте отсутствовало постоянное население.